# 永福寺 (別府市)
永福寺（えいふくじ）は、大分県別府市にある時宗の仏教寺院である。山号は温泉山。

## 概略
鉄輪温泉の開創伝説に関わる寺院である。向拝の柱に「日本第一蒸湯開基」の額が掛けられている（画像参照）。温泉街の中心部「いでゆ坂」の中程に位置し、「鉄輪湯あみ祭り」の舞台となる寺としても知られている。

## 沿革
時宗の開祖一遍は、建治2年(1276年)頃に豊後国を訪れ、鉄輪の地獄を鎮めて湯治場を開いたと伝えられている。明治初期の『温泉山松寿庵由緒書』等によれば、この湯治場に大友頼泰が一宇を寄進し、一遍が自らの幼名松寿丸に因んで松寿寺（松寿庵）と名付けたのが当寺の起源とされる。
その後、数度の廃絶を経て、江戸時代の延享年間に時宗の遊行上人が松寿寺を再興したとされ、延享5年（1748年）に時宗総本山の清浄光寺から山号・寺号が許されて時宗末寺となり、宝暦8年（1758年）には清浄光寺から淳盈が住職として派遣されて以後12代続いたが、明治4年（1871年）に無住となった。また、かつては松寿寺に隣接して境内社の温泉神社があったが、明治3年（1870年）の神仏分離令により鉄輪温泉西方の丘の上に遷座した。
鉄輪温泉の蒸し湯と滝湯は、江戸時代前半にはその存在が知られていた。滝湯は松寿寺（松寿庵）の境内であった渋の湯にあり、湯滝山という山号はこの滝湯に由来すると考えられている。また、江戸時代には松寿寺（松寿庵）存続のために、蒸し湯の入湯料を値上げして一部を寺の灯明料としたとされるなど、松寿寺（松寿庵）は古くから鉄輪温泉との関わりが深かった。
現在の寺院は、明治24年（1891年）に広島県尾道にあった永福寺の寺号を借り受け、松寿寺跡に再興されたものである。大分県にある時宗寺院は当寺のみである。豊前善光寺（宇佐市）もかつて時宗であったが、江戸時代に浄土宗に転じている。

## 鉄輪湯あみ祭り
江戸時代、松寿寺では、元旦、春秋の彼岸、一遍上人の命日（8月23日）の年4回、一遍上人の座像を沐浴させる法要が行われていた。戦後の昭和35年（1960年）に、この法要が「鉄輪湯あみ祭り」として復活し、以後、新暦で一遍の忌日に当たる毎年9月21日-23日に、稚児行列や一遍上人座像の沐浴等のイベントが行われている。2013年2月15日放送のNHK BSプレミアムの「新日本風土記」で寺と祭りが紹介された。

## 文化財

### 重要文化財（国指定）
- 紙本著色遊行上人絵 1巻（巻第七）
遊行上人絵は、時宗の開祖一遍と二祖他阿真教の事績を表した10巻本の絵巻で、他阿真教の弟子とされる宗俊が編纂したもの。12巻本の『一遍上人絵伝』（『一遍聖絵』）と区別するため「宗俊本」とも称される。宗俊本の原本は失われているが、転写本が十数本残る。そのひとつである永福寺本は、巻七を残すのみだが、失われた原本の面影を比較的よく残す善本であり、南北朝時代の作である[7][8]。現在は判読できないものの、寺の記録によれば巻末に浄光明寺什物の寄付である旨の銘記があったといい[8]、これが鹿児島県の浄光明寺を指すのであれば、廃仏毀釈により明治2年（1869年）に廃寺となった同寺から難を逃れたものが、永福寺に寄進されたと考えられる[9]。1997年6月30日に重要文化財に指定された[10][11]。一般の資料名としては『遊行上人縁起絵』（ほかに『一遍上人絵詞伝』など）と呼ばれる[12]。

### その他
- 阿弥陀如来立像 - 本尊。檜材寄木造、像高65cm。江戸時代の再興時に安置されたものと考えられている[3]。
- 一遍上人坐像 - 木造、像高61.3cm。江戸時代の作で、かつて湯あみ祭りに用いられていた[3]。
- 恵信尼坐像 - 浄土真宗の開祖親鸞の妻、恵信尼の像。檜材一木造、像高33.2cm。室町時代（15世紀）の作と考えられている。大正5年（1916年）に茨城県笠間市の西念寺から譲られたことを示す譲証文が残っている[3][13]。
- 墨書六字名号板 - 六字名号（南無阿弥陀仏）を墨書した板。通称「楠の名号」。淳盈による宝暦6年（1756年）の朱書裏書がある[3]。

## 周辺

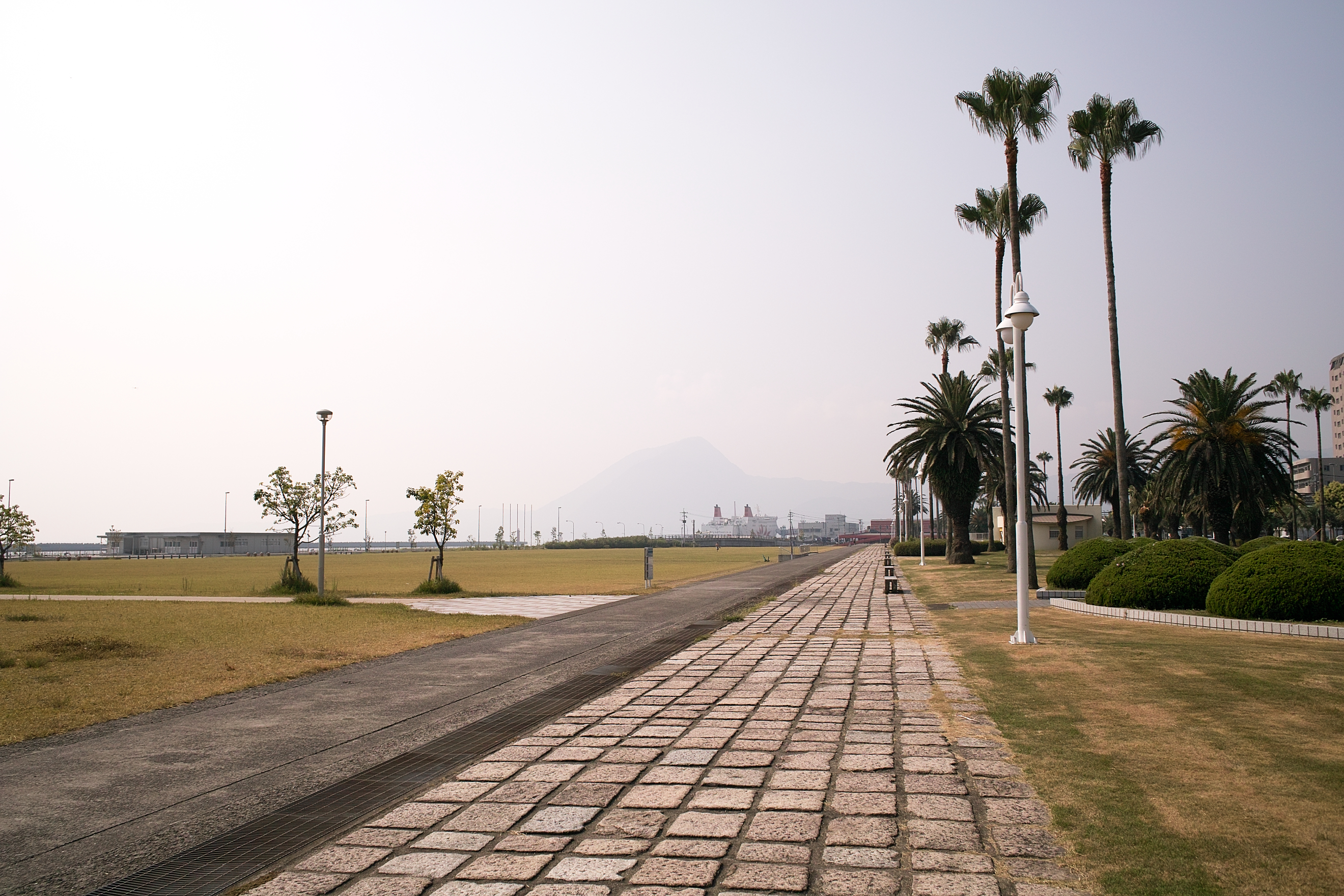
上人ヶ浜公園

- 上人ヶ浜 - 一遍が九州に初上陸した浜といわれている[14]。戦前までは「聖人ヶ鼻」と呼ばれていた[15]。公園として整備されており、別府海浜砂湯も設けられている[14]。
- 上人ヶ浜、上人ヶ浜町、上人本町、上人仲町、上人西町、上人南町 - 別府市内に残る一遍ゆかりの町名。
- 上人の湯 - 鉄輪温泉街にある共同浴場。入口に一遍像が祀られている[1]。
- 鉄輪むし湯 - 市営の共同温泉。一遍が渋の湯や熱の湯とともに開湯したという。受付前には一遍の木像がある[16]。

## 交通アクセス
- JR九州日豊本線別府駅よりバスで約20分、鉄輪バス停留所で下車徒歩約5分。
- JR九州日豊本線別府大学駅または別府国際観光港よりタクシーで約10分。